# 上寨李家大院
上寨李家大院又名九间楼，位于山西省临汾市洪洞县曲亭镇上寨村，建于清道光二十六年（1846年），占地面积822.9平方米。现存房间共9间，正房三层，面阔五间，硬山顶。东、西耳房为砖窑。
1985年8月，上寨李家大院公布为第二批洪洞县文物保护单位。